# Partito Comunista d'Islanda (marxista-leninista)
Il Partito Comunista d'Islanda (marxista-leninista) (in islandese Kommúnistaflokkur Íslands (marxistarnir-lenínistarnir), abbreviato KFÍ m-l) è stato un partito politico islandese di ispirazione maoista, nato nel 1976 e dissolto nel 1979 a seguito di una fusione con l'Unità Comunista (marxista-leninista) nell'Associazione Comunista.

## Storia

### Il Gruppo di Göteborg e l'Organizzazione Comunista dei Marxisti-Leninisti
Il Partito Comunista d'Islanda (marxista-leninista) fu attivo dall'inizio degli anni 1970 fino alla metà degli anni 1980. Esso ebbe origine da studenti islandesi a Göteborg (Svezia), che negli anni '70 si unirono al Partito Comunista, chiamandosi Gruppo di Göteborg (in islandese Gautaborgarhópinn) o Movimento Comunista Marxista-Leninista (in islandese Kommúnistahreyfingin marxistarnir-lenínistarnir, KHML). Un'organizzazione formale fu fondata nel 1972 e fu allora chiamata Organizzazione Comunista dei Marxisti-Leninisti (in islandese Kommúnistasamtökin marxistarnir-lenínistarnir, KSML). Molta enfasi venn posta sullo studio della teoria accademica e sulla sua applicazione alla realtà islandese. Sotto il motto "classe contro classe" si cercò di definire quali gruppi sociali fossero di natura rivoluzionaria. Stalin era particolarmente ammirato come modello e leader politico.
Nei primi anni il lavoro dell'organizzazione fu fortemente caratterizzato dal mantenere una linea politica pulita con una rigida disciplina, e negarono ogni collaborazione con altri partiti, come all'interno dell'organizzazione delle basi militari di opposizione o dei sindacati. L'Organizzazione ha quindi posto grande enfasi sulla lotta contro l'Alleanza Popolare, ma soprattutto contro l'Unità Comunista (marxista-leninista) e il Fronte dei Comunisti Rivoluzionari.

### Fondazione del partito
L'Organizzazione Comunista dei Marxisti-Leninisti partecipò una volta alle elezioni parlamentari del 1974, ma ricevette solo 121 voti. Nonostante ciò, i membri ritenevano che l'organizzazione fosse cresciuta così tanto che nel 1975 decisero di trasformarla in un partito leninista chiamato Partito Comunista d'Islanda (marxista-leninista).
Nonostante ciò, negli anni successivi il numero dei membri del partito iniziò a diminuire in modo significativo e parecchi ex membri si unirono invece all'Unità Comunista (marxista-leninista). Queste due organizzazioni furono poi riunite nel 1979 nell'Associazione Comunista (in islandese Kommúnistasamtökunum, KS), ma durante la fusione molti membri di entrambe le organizzazioni smisero di lavorare. La KS fu chiusa nel 1985. La testata della KSML e del KFÍ m-l era Stéttabaráttan (in italiano Lotta di classe).
Il Partito Comunista d'Islanda (marxista-leninista) riconobbe il Partito del Lavoro d'Albania come leader del movimento comunista mondiale.